# Wim Jongbloed
Wilhelmus Hermanus (Wim) Jongbloed (Amsterdam, 16 december 1929 – aldaar, 5 december 1982) was een Nederlands musicus. In 1949 was hij een van de oprichters van en jazzpianist bij het Atlantic Quintet. Later was hij arrangeur voor verschillende artiesten, zoals The Cats en Pussycat, en televisieprogramma's, zoals De Fred Haché Show.

## Biografie
In 1949 was hij samen met in het bijzonder Tonny Nüsser, ex-drummer van de Dutch Swing College Band, een van de oprichters van het Atlantic Quintet, waarmee ze een eigentijdse jazzrichting insloegen als reactie op Dutch Swing College dat na een richtingloze periode in de richting van de dixieland bewoog.
Jongbloed maakte de hoogtijddagen van het kwintet mee, met veel optredens in Nederland en Duitsland en goede recensies in de media. In combinatie met uitzendingen op radio en het verschijnen van enkele grammofoonplaten groeide de populariteit. Aan het begin van 1950 ging hij met de band enkele maanden naar Zuid-Duitsland voor een serie optredens in Amerikaanse officierenclubs. Bij terugkeer in Nederland bleef hij optreden totdat hij in militaire dienst ging.
Hierna speelde hij voor zowel Nederlandse en buitenlandse artiesten, zoals Josephine Baker, Cleo Laine en Chuck Berry. In de jaren zeventig kwam hij met een ep, Dancin' just for fun, waarop vier nummers staan en die hij onder de naam Orkest Wim Jongbloed uitbracht voor de dansbond.
Verder was hij muziekarrangeur voor zowel muziek- als televisieopnames. Bekend werk voor televisie waren zijn arrangementen van Makkers, staakt uw wild geraas (1960) en De Fred Haché Show (1972-1973).
Samen met producent Klaas Leyen heeft hij voor The Cats van 1968 tot 1974 de arrangementen geleverd tijdens de succesvolle periode van band. Jongbloed was bijvoorbeeld verantwoordelijk voor de orkestratie op de platen van The Cats. Hij werkte voortdurend aan de ontwikkeling van de sound van hun platen en wordt voor een belangrijk deel verantwoordelijk gehouden voor de klank van de Palingsound. In het boek One way wind wordt eraan gememoreerd dat de Cats-leden na zijn dood een speciaal bezoek brachten aan zijn vrouw om haar te bedanken voor zijn aandeel, iets waarvan het hen speet dat ze dit niet duidelijker tijdens zijn leven hadden overgebracht.
Ook was hij verantwoordelijk voor het arrangement van Mississippi van Pussycat dat in een groot aantal landen een nummer 1-hit werd. Verder arrangeerde hij muziek voor onder meer Jan Akkerman, Robert Long met Unit Gloria, The Buffoons, Imca Marina, Manke Nelis en Patricia Paay.
Wim Jongbloed overleed enkele weken voor zijn verjaardag in 1982; hij zou 53 geworden zijn. Zijn zoon, Willem Jongbloed, is drummer en speelde in Lucifer, de Margriet Eshuijs Band, Temple en Long Tall Ernie and the Shakers.